# Bacopa pennellii
Bacopa pennellii là một loài thực vật có hoa trong họ Mã đề. Loài này được G.M.Barroso & Ichaso mô tả khoa học đầu tiên năm 1974.